# Mariene ecoregio Noordelijke en Centrale Rode Zee
De Mariene ecoregio Noordelijke en Centrale Rode Zee (87) (Engels: Northern and Central Red Sea marine ecoregion) is een biogeografische regio en ligt in het noordwesten van de Indische Oceaan in de Mariene provincie Rode Zee en Golf van Aden (18) in het Marien rijk Westelijke Indo-Pacific. De mariene ecoregio is vastgesteld door het World Wide Fund for Nature en The Nature Conservancy en is vernoemd naar de Rode Zee.
In het zuidoosten grenst het gebied aan de mariene ecoregio Zuidelijke Rode Zee (88).

## Geografie
De mariene ecoregio ligt in het noordwesten van de Indische Oceaan in de Rode Zee voor de kust van Soedan, Egypte, Israël, Jordanië en Saoedi-Arabië. Het gebied zich uit van het noorden tot ten zuiden van de stad Jeddah en omvat onder andere ook de Golf van Suez en de Golf van Akaba.
Het gebied kenmerkt zich door slechts lokale zeestromingen in deze zee.

## Biogeografie
Het gebied kent zeeleven dat houdt van tropische temperaturen.